# 波罗坑站
波罗坑站是一个京广线上的铁路车站，位于广东省清远市英德市波罗镇，建于1909年，为四等站，2009年撤销。在运用时，办理旅客乘降；不办理行李、包裹托运；不办理货运营业。